# Lingot

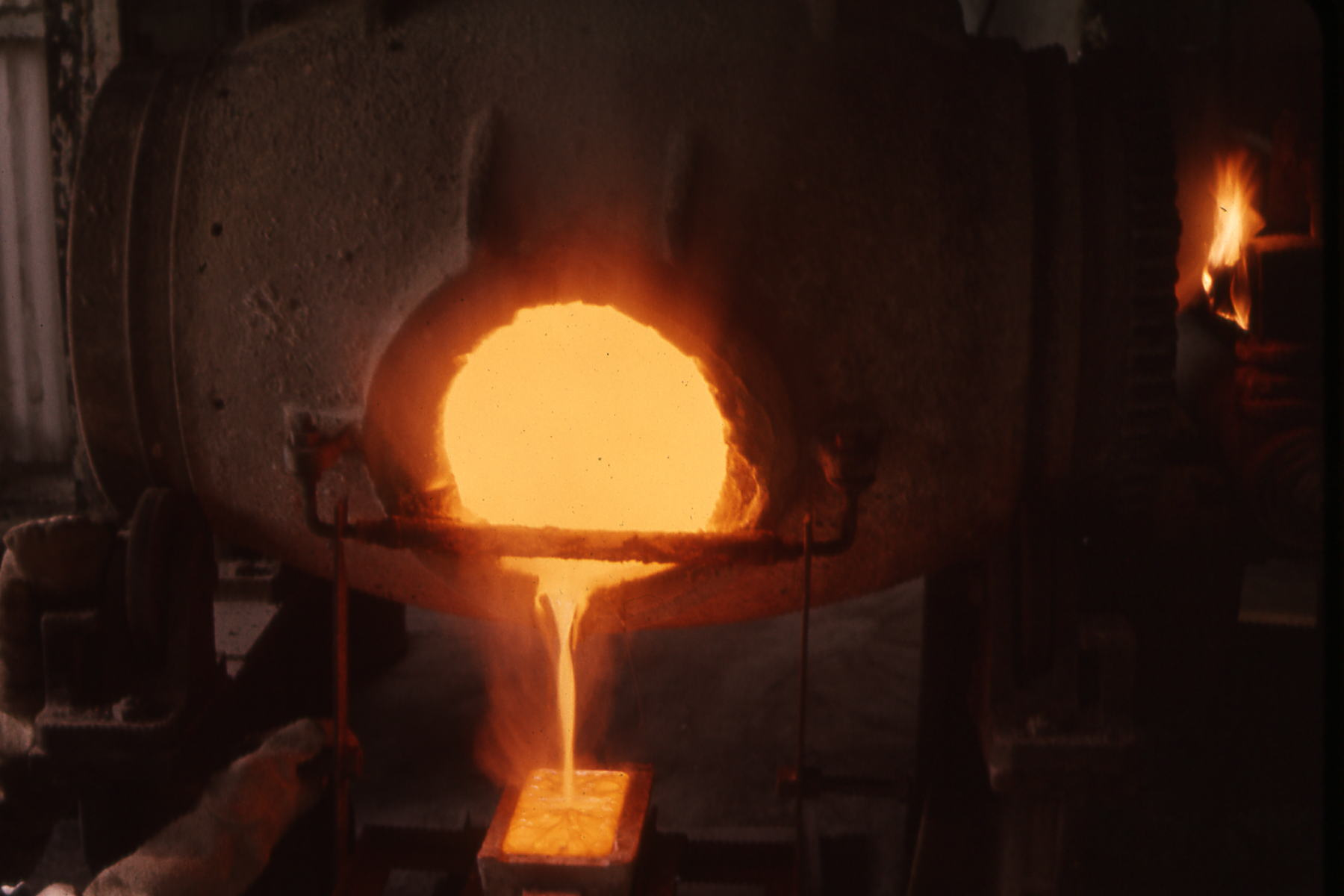
Fabricació d'un lingot d'or.

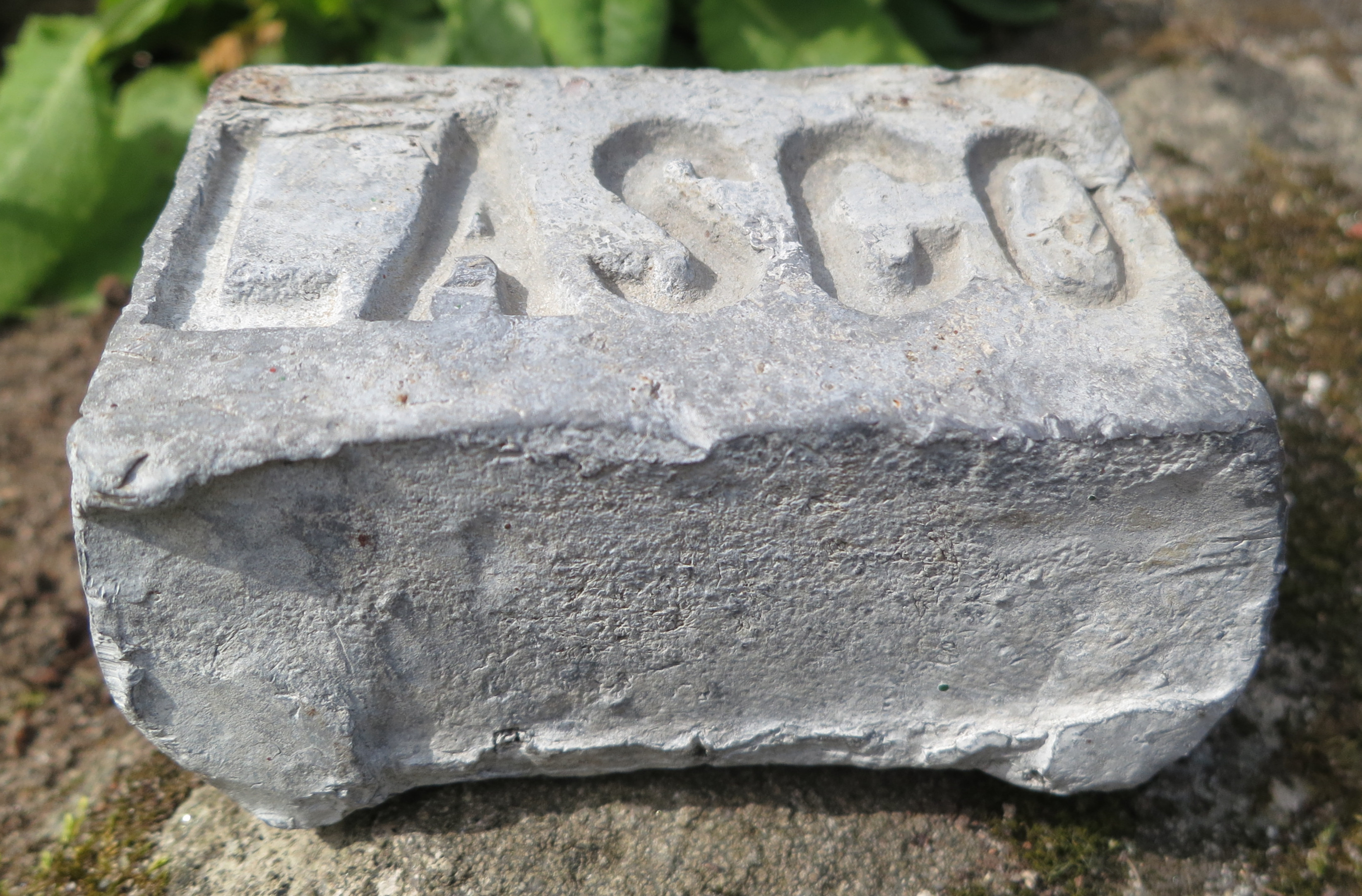
Lingot de plom.

Un lingot és una massa de material fos dins d'un motlle que permet el seu fàcil maneig i estiba. Els lingots metàl·lics es fabriquen escalfant l'aliatge per sobre del seu punt de fusió i bolcant el metall líquid dins de motlles preparats a aquest efecte. Els lingots de metalls primaris s'utilitzen després en la indústria per a produir altres peces metàl·liques, mitjançant fosa, extrusió o altres mitjans tecnològics. En la indústria electrònica s'utilitzen lingots monocristalins de material semiconductor fabricats mitjançant el mètode Czochralski o el de Bridgeman.

## Estructura cristal·lina

Estructura cristal·lina d'un lingot metàl·lic.

Els lingots es fabriquen en general amb motlles en forma de paral·lelepípede o una piràmide truncada de base rectangular, per facilitar-ne estibat. Com el refredament s'inicia en la superfície, es crea un gradient de temperatura on el centre del líquid roman més calenta que les vores. En conseqüència, la solidificació comença per la superfície i acaba en el centre, generant una estructura cristal·lina típica en tres «capes»: una cristal·lització  columnar  en la superfície,  dendrítica  a la capa següent, i  equiaxial  al centre.
En solidificar-se, el metall disminueix el seu volum i la superfície del lingot en contacte amb l'atmosfera presenta en general una concavitat anomenada «de retracció». Si la fosa ha estat deficient, el lingot presentarà fissures en la seva superfície, i porus en el seu interior.
Hi ha diverses tècniques per millorar i homogeneïtzar l'estructura cristal·lina d'un lingot, incloent l'estricte control de la velocitat de solidificació, l'aïllament de determinades parts dels motlles per a produir una solidificació dirigida, i l'ús de tècniques de floculació.

## Nota
1. ↑  Antonio Luque; Steven Hegedus. Handbook of photovoltaic science and engineering.  John Wiley and Sons, 9 juny 2003, p. 245–. ISBN 9780471491965 [Consulta: 10 febrer 2011].